# Journal of Saudi Chemical Society
Das Journal of Saudi Chemical Society, abgekürzt J. Saudi Chem. Soc., ist eine wissenschaftliche Fachzeitschrift, die vom Elsevier-Verlag im Auftrag der Saudi Chemical  Society veröffentlicht wird. Die Zeitschrift wurde 1997 gegründet. Es erscheinen zwischen vier und acht Ausgaben pro Jahr. In der Zeitschrift werden Arbeiten aus allen Gebieten der Chemie veröffentlicht. Es handelt sich um eine Gold Open Access Zeitschrift. Die Article Processing Charge beträgt zur Zeit 1250 US-Dollar.
Der Impact Factor lag im Jahr 2020 bei 3,932. Nach der Statistik des Web of Knowledge wird das Journal mit diesem Impact Factor in der Kategorie Multidisziplinäre Chemie an 69. Stelle von 178 Zeitschriften geführt.